# Distrito electoral de Pinckneyville n.º 6
Pinckneyville No. 6 (en inglés: Pinckneyville No. 6 Precinct) es un distrito electoral ubicado en el condado de Perry en el estado estadounidense de Illinois. En el Censo de 2010 tenía una población de 610 habitantes y una densidad poblacional de 26,8 personas por km².

## Geografía
Según la Oficina del Censo de los Estados Unidos, Pinckneyville n.º 6 tiene una superficie total de 22.76 km², de la cual 22.29 km² corresponden a tierra firme y (2.09%) 0.48 km² es agua.

## Demografía
Según el censo de 2010, había 610 personas residiendo en Pinckneyville n.º 6. La densidad de población era de 26,8 hab./km². De los 610 habitantes, Pinckneyville n.º 6 estaba compuesto por el 97.21% blancos, el 0.66% eran afroamericanos, el 0% eran amerindios, el 0.49% eran asiáticos, el 0% eran isleños del Pacífico, el 0.16% eran de otras razas y el 1.48% pertenecían a dos o más razas. Del total de la población el 0.49% eran hispanos o latinos de cualquier raza.